# Glenn Heights
Glenn Heights város az USA Texas államában, Dallas és Ellis megyében. Lakosainak száma 15 819 fő (2020. április 1.).

## Népesség
A település népességének változása:

| 2010 | 11 278 |
| 2020 | 15 819 |